# Paul Richer

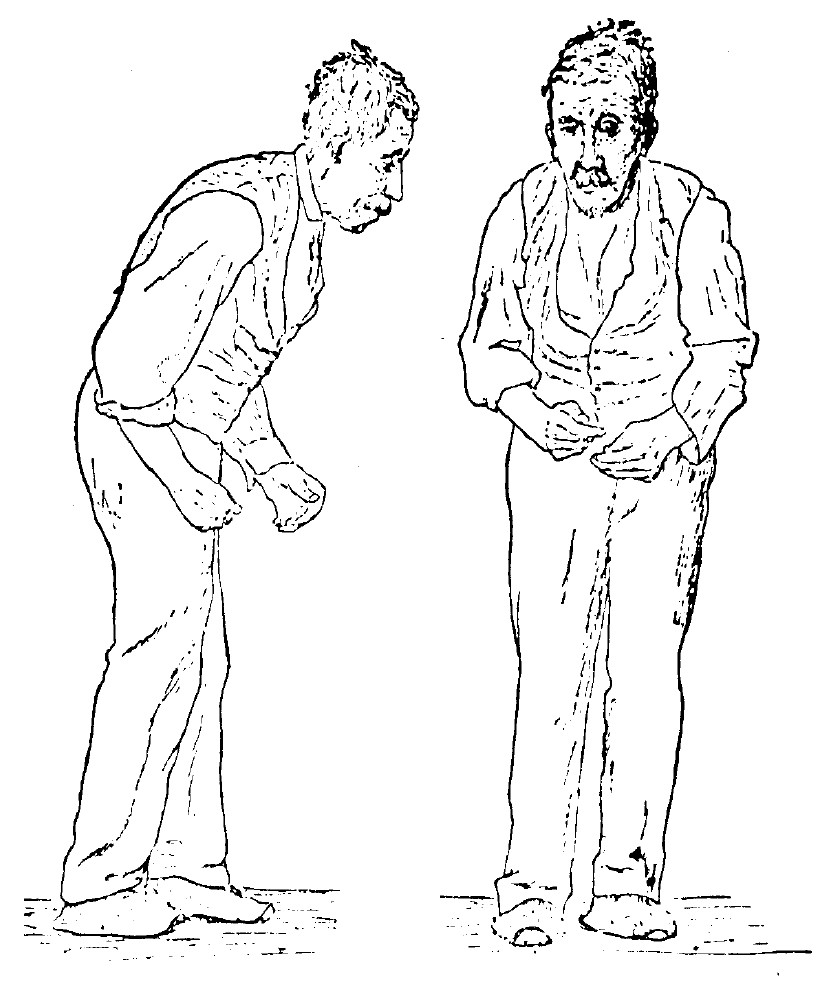
Tekening van een parkinsonpatiënt, gemaakt door tijdgenoot William Gowers

Paul Richer (Chartres, 17 januari 1849 - 17 december 1933) was een Franse arts en kunstenaar.
Hij was in dienst bij Jean-Martin Charcot in het Hôpital de la Salpêtrière. Hij maakte vele anatomisch getinte kunstwerken. Ook was beweging zijn interessegebied, wat resulteerde in studies naar de lichaamshouding van parkinsonpatiënten. Vanaf 1898 was hij lid van de Franse nationale artsenorganisatie, de Académie nationale de médecine.
Volgens Richer bestond het lichaam uit segmenten. Hij onderscheidde er vier: hoofd, hals, romp en benen. Hiertussen zaten gewrichten.

## Kunstwerken
- Statuette d'une femme atteinte de la maladie de Parkinson (École nationale supérieure des beaux-arts, Parijs)
- Moissonneur portant une gerbe, 1888 (Musée d'Orsay, Parijs)
- Paysan à la houe, tussen 1869 en 1933 (Musée d'Orsay, Parijs)
- Faucheur, tussen 1880 en 1892 (Musée d'Orsay, Parijs)
- Loigny, la nuit du 2 décembre 1870

## Publicaties
- Étude descriptive de la grande attaque hystérique ou attaque hystéro-épileptique et de ses principales variétés (1879)
- Études cliniques sur l'hystéro-épilepsie ou grande hystérie  (1881) Tekst
- Les Démoniaques dans l'art, in samenwerking met Jean-Martin Charcot (1887)
- Avec Gilles de la Tourette, « Hypnotisme », Dictionaire encyclopédique des sciences médicales, 1887 Tekst
- Nouvelle Iconographie de la Salpêtrière (1888-1917)
- Les Difformes et les malades dans l'art, ook met Jean-Martin Charcot (1889)
- Anatomie artistique : description des formes extérieures du corps humain au repos et dans les principaux mouvements : avec 110 planches renfermant plus de 300 figures dessinées (1890) Tekst
- Paralysies et contractures hystériques (1892)
- L'Anatomie dans l'art : proportions du corps humain, canons artistiques et canons scientifiques, conférence faite à l'Association française pour l'avancement des sciences (1893)
- Physiologie artistique de l'homme en mouvement (1895)
- Dialogues sur l'art et la science (1897)
- Introduction à l'étude de la figure humaine (1902)
- Nouvelle anatomie artistique du corps humain (in zes delen, 1906-1929)
- Nouvelle anatomie artistique. Les animaux (1910)
- Lettre à en-tête de l"Institut de France, « profession de foi » de Paul Richer (1925) Tekst